# Vis-à-vis (veículo)

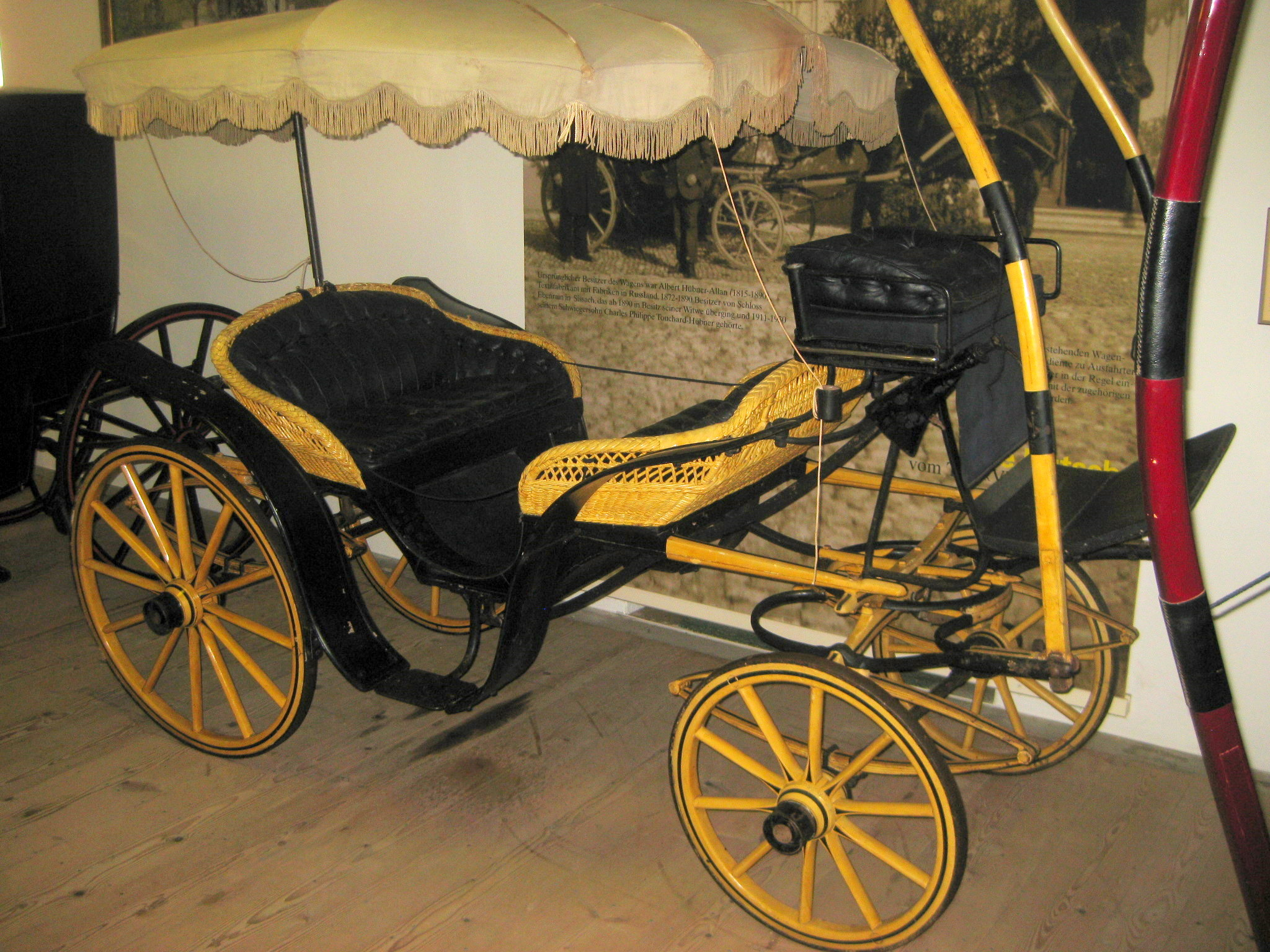
Uma carruagem Vis-à-vis.

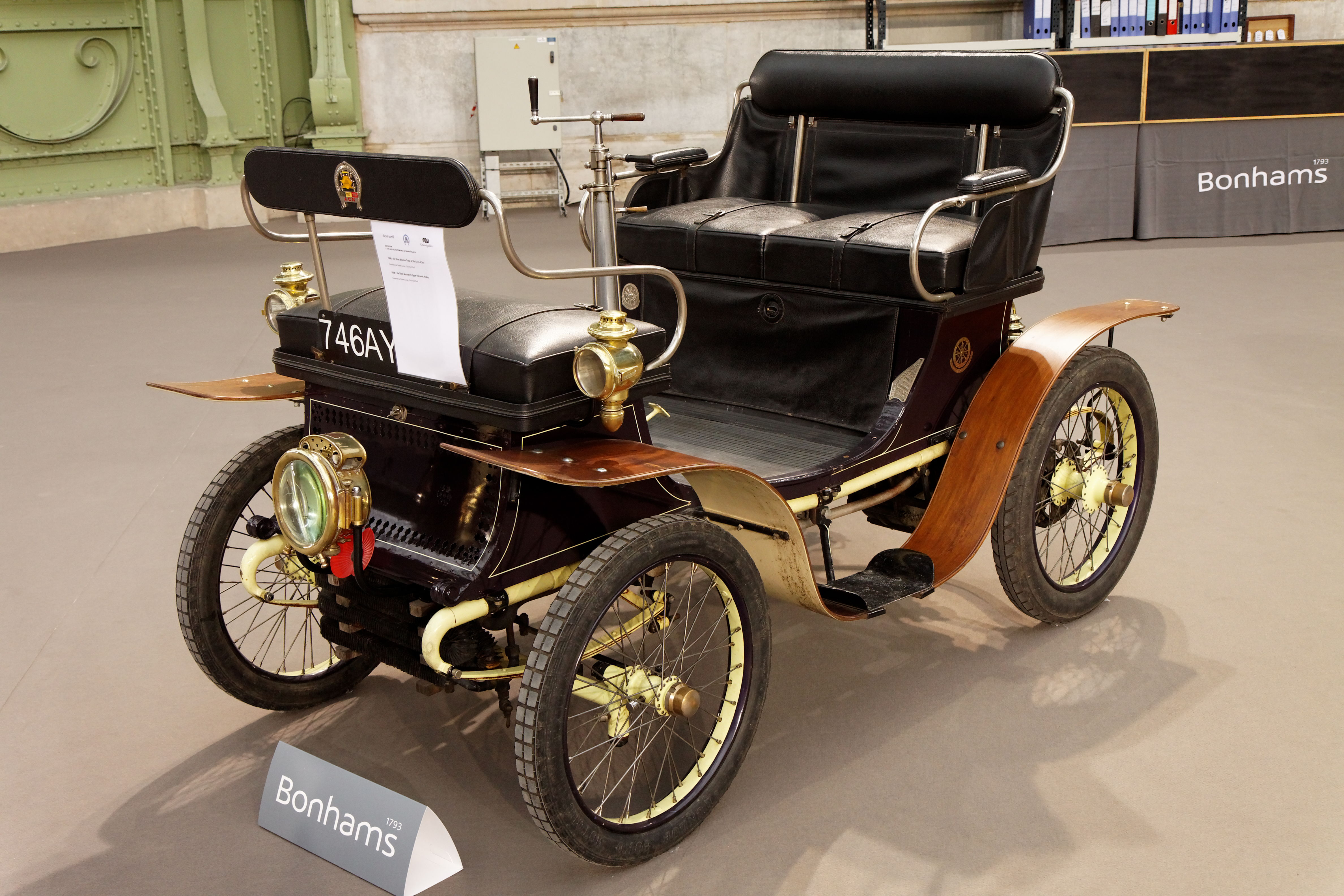
Um automóvel Vis-à-vis De Dion-Bouton de 1900.

Vis-à-vis é e denominação de um tipo de disposição dos assentos de um veículo (se aplica a qualquer tipo de veículo), no qual os ocupantes se sentam uns de frente para os outros. 

## Origem
O termo tem origem francesa, e é usado com a mesma grafia vis-à-vis, significando: "face à face".

## Utilização
Carruagens com esse tipo de disposição dos assentos, continuam sendo fabricadas nas comunidades Amish no Meio-oeste dos Estados Unidos. Nos países ocidentais em geral, é comum o uso desse tipo de disposição dos assentos em carruagens de lazer e turismo.
Alguns automóveis antigos foram construídos usando carrocerias com esse tipo de disposição. Eles eram dirigidos do banco traseiro que ficava voltado para a frente, enquanto os passageiros viajavam no banco da frente que ficava voltado para trás, e os controles ficavam no meio, entre os bancos.

## Exemplos

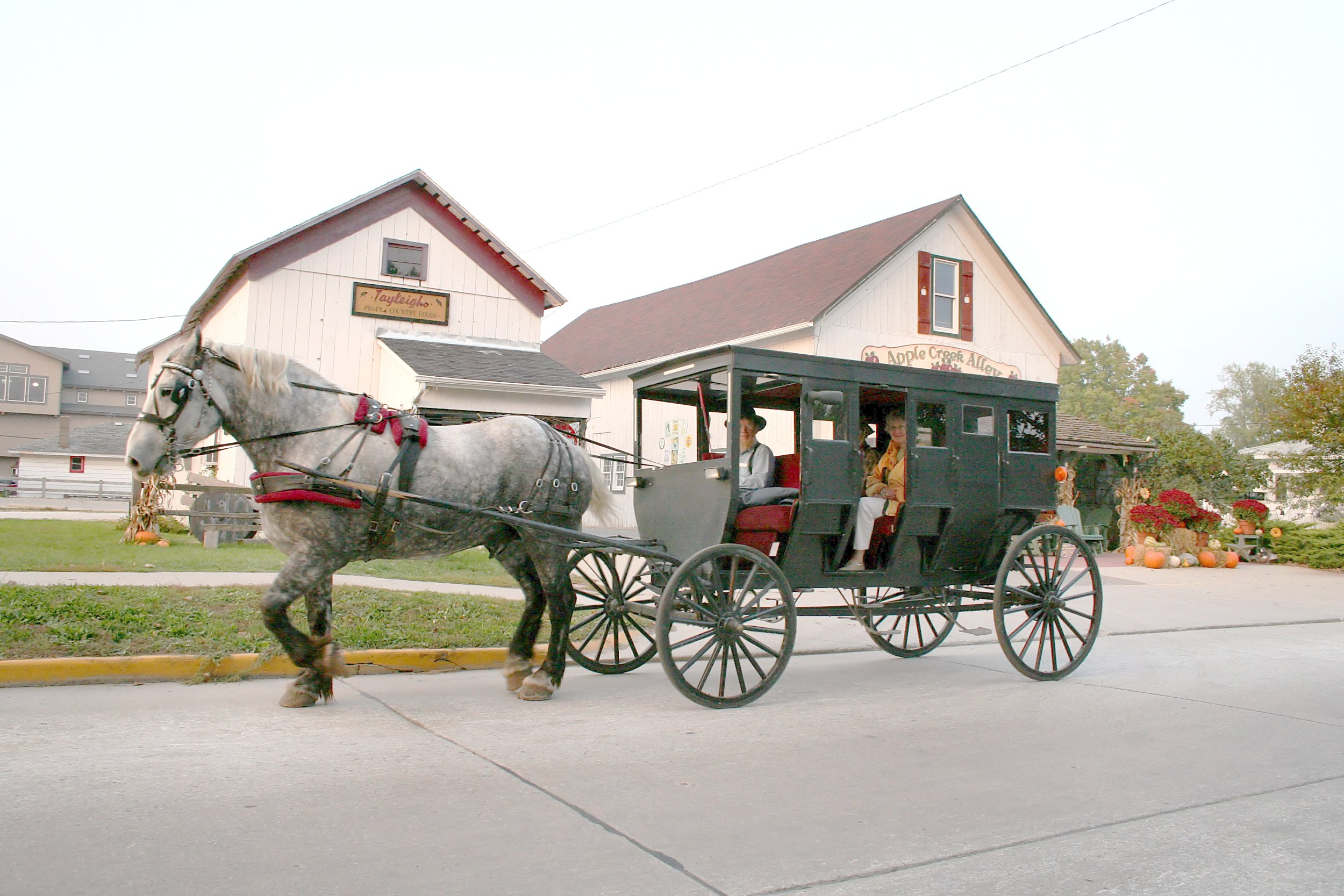
Uma carruagem Amish Vis-à-vis.

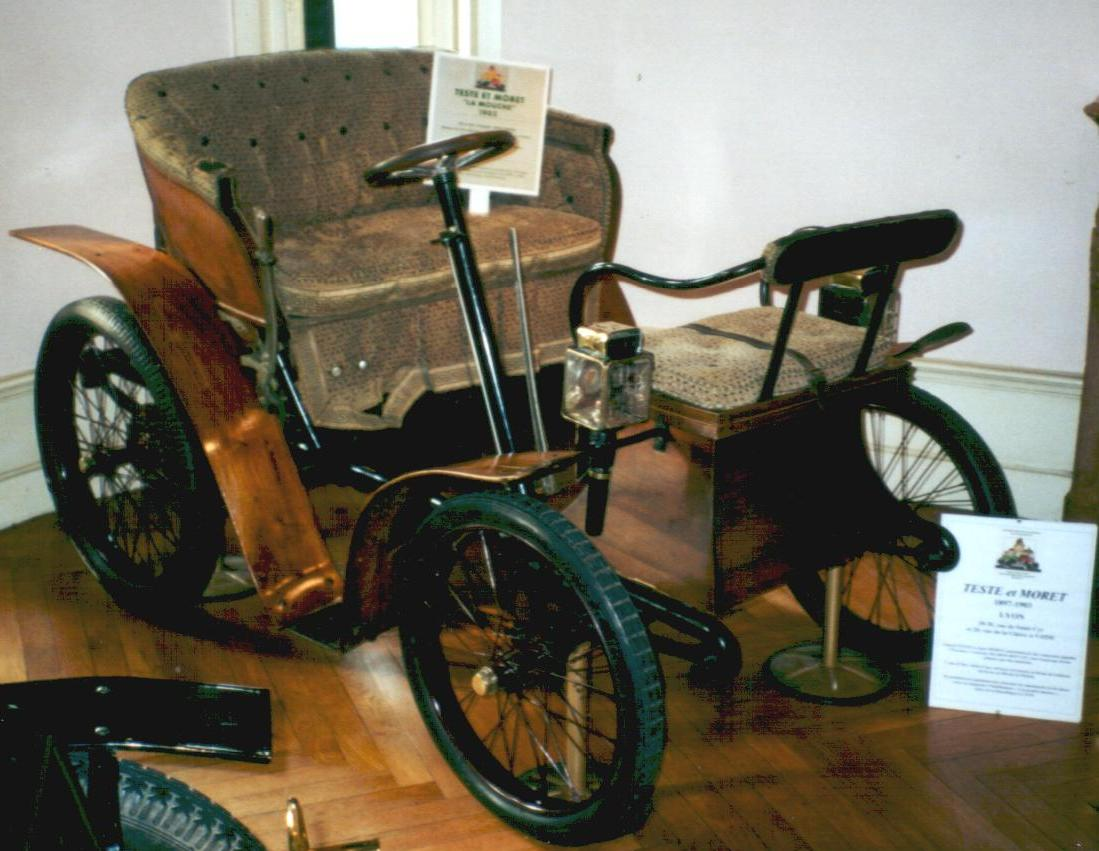
Um automóvel Vis-à-vis Teste & Moret de 1902.

- Carruagens:
  - Caleche
  - Berlinda
  - Landau

- Automóveis:
  - Duc
  - Fáeton
  - Skiff
  - Tonneau
  - Torpedo